# 皇都酒店
皇都酒店（葡萄牙語：Hotel Royal Macau）是位於澳門松山得勝馬路的一家五星級酒店，於1983年正式開業。在2004年，皇都酒店經歷了第一次翻新工程；翻新後引入摩卡娛樂場（Mocha Club）。於2013年經歷了第二次翻新工程， 優化室內恆溫暖水泳池，為酒店外貌及花道葡萄牙餐廳換新裝潢 。並於2015-2016年提升房間設施，更新掛牆電視機、現代傢俱、 窗簾及地氈，提升會議室的影音設備。

## 簡介
皇都酒店樓高19層，設有超過380間酒店客房及套房，還有健身室、室內恆溫暖水游泳池等消閒設施，是全澳門最大型的酒店之一。澳門皇都酒店附設多家各具特式的餐廳，包括梓園、花道葡萄牙餐廳、皇都西餅店。梓園上海菜館提供正宗滬揚風味，內設4間獨立房，以供客人舉行私人宴會；花道葡萄牙餐廳由得獎名廚主理，以傳統葡國菜馳名；皇都餅店每日為顧客製作超過一百款蛋糕西餅；大堂酒廊可享受下午茶、香檳、糕點或是周末下午茶自助餐。
酒店另附設商務會議室，可容納多達300多人。

## 歷史
澳門皇都酒店創辦人為王孝行，於1970年代來澳創業，1980年代於得勝馬路一塊地皮計劃興建一幢住宅，後來因澳門酒店業有發展需求改為興建酒店，於1983年正式開業。該酒店是澳門其中一間不設賭場和夜總會的五星級酒店。
澳門皇都酒店於2008年和2013年分別進行優化工程，由LRF Designers主理，其曾策劃多間頂尖五星級酒店的工程，包括香格里拉酒店、洲際酒店、萬豪酒店等集團旗下的酒店。工程包括：
優化室內恆溫暖水泳池，注入摩登的氣息，為酒店外貌及花道葡萄牙餐廳換上新裝，更顯氣派，提升房間設施，更新掛牆電視機、現代傢俱、 窗簾及地氈和提升會議室的影音設備。

## 交通
往來外港客運碼頭之穿梭巴士，中途停靠如下車站:
- 葡京娛樂場
- 永利娛樂場
- 星際娛樂場
- 美高梅金殿娛樂場
- 金沙娛樂場
- 澳門漁人碼頭

### 鄰近公交
- 澳門巴士17路線
- 澳門巴士28C路線

## 鄰近
- 華士古達嘉馬花園
- 高美士中葡中學
- 粵華中學
- 塔石廣場
- 松山隧道
- 塔石體育館
- 雀仔園坊
- 水坑尾街
- 澳門嶺南中學

## 外部參考
- 澳門皇都酒店 （页面存档备份，存于）